# John Schnatter
John Hampton Schnatter (Jeffersonville, Indiana; 22 o 23 de noviembre de 1961), también conocido por su apodo comercial Papa John, es un empresario estadounidense, fundador de la cadena de pizzerías Papa John's en 1984.
Schnatter fue también director ejecutivo de la empresa, cargo al que renunció el 1 de enero de 2018, luego de una controversia generada en torno a sus comentarios sobre la National Football League (NFL), donde señaló que la NFL no había hecho lo suficiente por detener las protestas del himno nacional, y que las protestas habían perjudicado a su negocio. Luego de su renuncia, Schnatter permaneció como presidente de la junta directiva hasta julio de 2018, cuando se reveló que, durante una conferencia telefónica interna en mayo de 2018, señaló que "el coronel Sanders había usado la palabra "nigger" sin reacciones violentas". Schnatter renunció cuando el comentario se hizo público, pero desde entonces ha sostenido que la junta conspiró contra él y lo obligaron a dejar el cargo injustamente.
Para 2017, su patrimonio neto superaba los mil millones de dólares.

## Educación y primeros años
Nació en Jeffersonville, Indiana, en 1961, hijo de Mary y Robert Schnatter. Su madre era agente de bienes raíces y su padre era juez en Jeffersonville. Tiene ascendencia alemana. Se graduó de la Jeffersonville High School en 1980 y recibió un título en negocios de Ball State University en 1983.
En la década de 1980, el padre de John Schnatter era copropietario de Mick's Lounge, una taberna en Jeffersonville.

## Carrera
Schnatter fundó Papa John's Pizza en 1984, cuando convirtió un armario de escobas ubicado en la parte trasera de la taberna de su padre para usarla para vender pizzas. Schnatter vendió su Camaro Z28 de 1971 para comprar equipos usados de pizza por valor de $ 1600 dólares y comenzó a vender pizzas a los clientes de la taberna. Sus pizzas fueron tan exitosas que un año después se mudó a un espacio contiguo. La empresa se hizo pública en 1993. Un año después tenía 500 tiendas y en 1997 había abierto 1500 tiendas. En 2009, Schnatter volvió a adquirir el Camaro después de ofrecer una recompensa de 250.000 dólares por el coche.
Schnatter también lanzó un negocio llamado Calistoga Artisan Sandwiches en 2007. En 2008, Schnatter hizo una contribución de un millón de dólares a la expansión Glacier Run del Zoológico de Louisville a cambio de que Calistoga obtuviera los derechos de nombre de un parque acuático adyacente. Calistoga se cerró en su mayoría en 2012, aunque tres locales continuaron operando en Naples, Florida.
En octubre de 2017, en una conferencia telefónica con inversionistas, Schnatter culpó a la National Football League (la liga profesional de fútbol americano en Estados Unidos) por el desempeño financiero deficiente de la empresa y dijo: «La NFL nos ha lastimado...estamos decepcionados de que la NFL y su liderazgo no resolvieran esto», refiriéndose a las las protestas durante el himno nacional de Estados Unidos por parte de los jugadores de fútbol americano. Papa John's Pizza tenía un acuerdo de marketing para ser la "compañía oficial de pizzas" de la NFL y también tenía acuerdos comerciales con 23 de sus 32 equipos individuales. Schnatter dijo que las protestas estaban afectando las ventas de pizzas de la compañía. Más tarde ese día, Papa John's anunció que eliminaría el escudo de la NFL o la designación de "patrocinador oficial" en los comerciales y publicidades de Papa John's.
El 21 de diciembre de 2017, Schnatter anunció su dimisión como director ejecutivo de Papa John's en medio de la controversia sobre sus comentarios. Schnatter fue reemplazado como director ejecutivo por el hasta entonces director de operaciones, Steve Richie, a partir del 1 de enero de 2018. La compañía dijo que Schnatter seguiría apareciendo en los comerciales de la cadena y en sus cajas de pizza, y que era el mayor accionista de la compañía con aproximadamente 9.5 millones de acciones. Seguía siendo presidente de la junta directiva de la empresa en ese momento.
En julio de 2018, Schnatter participó en una conferencia telefónica de capacitación interna con consultores de marketing, en la que se realizó un ejercicio de juego de roles con el fin de ayudar a Schnatter a evitar hacer comentarios que pudieran causar controversia pública y dañar la reputación de la empresa. Durante la conferencia telefónica, Schnatter dijo: «El coronel Sanders llamó niggers a los negros y Sanders nunca se enfrentó a la protesta pública». Schnatter también dijo que la gente en el estado de Indiana (estado de origen de John) solía arrastrar a los afroamericanos de los camiones hasta que morían. Después de la llamada, el propietario de la agencia de marketing decidió poner fin a su contrato con Papa John's. Posteriormente, Schnatter dimitió como presidente de la junta el mismo día en que se informó del incidente. Más tarde ese mismo día, Schnatter también renunció a su puesto en el consejo de administración de la Universidad de Louisville.
El 26 de julio de 2018, Schnatter presentó una demanda judicial en Delaware en contra de Papa John's Pizza, para darle acceso a los estados financieros y registros de la compañía, después de que no le permitieran acceder luego de su renuncia a raíz del escándalo de la llamada de teleconferencia. Schnatter describió los procedimientos de la empresa como una "forma inexplicable y torpe" de cortar los lazos entre él y la empresa que fundó; además de impedirle acceder a la información, la corporación también implementó una estrategia de "píldora envenevada" para limitar las posibilidades de Schnatter de recomprar una participación mayoritaria en la empresa. También presentó una demanda contra la empresa en Kentucky en una disputa de propiedad.
En enero de 2019, un juez ordenó a la empresa que le diera a Schnatter acceso a sus registros relacionados con su destitución. El 5 de marzo de 2019 se anunció un arreglo de las demandas. Según el acuerdo, la empresa acordó compartir todos sus registros con Schnatter y acordó eliminar una parte del plan de "píldora venenosa" que restringía la comunicación de Schnatter con otros accionistas, y Schnatter acordó que no buscaría permanecer en el directorio de la empresa después de que su mandato actual expirara el 30 de abril de 2019, y que si se eligiera un director independiente de mutuo acuerdo para reemplazarlo, él dimitiría antes del final de su mandato. Schnatter se reservó el derecho de demandar si los registros mostrasen irregularidades por parte de la empresa. La compañía también acordó eliminar el requisito de que el fondo de cobertura activista Starboard Value, que posee alrededor del 10% de la compañía, debe votar a favor de la junta en funciones. En marzo de 2019, Schnatter seguía siendo propietario del 31 por ciento de las acciones de la compañía, pero para el 23 de mayo, había vendido 3.8 millones de acciones y reducido su participación en la compañía al 19%. Para noviembre de 2019, su participación estaba por debajo del 17%.
En junio de 2019, la compañía que fundó era la cuarta cadena de restaurantes de pizza a domicilio y para llevar más grande del mundo con sede en Jeffersontown, Kentucky, parte del área metropolitana de Louisville.
En noviembre de 2019, Schnatter habló por primera vez públicamente después de dejar Papa John's a WDRB, una afiliada de Fox en Louisville. En la entrevista, Schnatter admitió que había usado la palabra nigger durante una conferencia telefónica interna sobre capacitación en diversidad, pero dijo que lo hizo para transmitir su odio al racismo y que estaba citando a otra persona. Schnatter dijo: «He comido más de 40 pizzas en los últimos 30 días y no es la misma pizza. No es el mismo producto. Simplemente no sabe tan bien». Advirtió que «llegará el día del juicio final». Posteriormente, la entrevista se volvió viral en Internet y aparecieron numerosas parodias en línea. En una entrevista tres meses después, Schnatter dijo que en realidad no había comido más de 40 pizzas en 30 días. En cambio, había probado más de 40 pizzas durante ese tiempo, como una actividad de inspección de calidad. Schnatter también criticó la forma en que la empresa había sido comandada por Steve Ritchie, el CEO después de su partida, quien fue descrito como su antiguo protegido. Ritchie lo había reemplazado como CEO, pero había sido despedido después de menos de un año, y Schnatter dijo que veía más puntos en común con Jeff Smith, quien se convirtió en presidente de la junta en febrero de 2019. «En lo único en lo que estamos de acuerdo es en que Steve Ritchie no es un director ejecutivo», dijo Schnatter.

## Vida personal
En 1983, Schnatter vendió su Chevrolet Camaro de 1971 para ayudar en el difícil momento que tenía el negocio de su padre. Usó los fondos sobrantes para comenzar Papa John's. Décadas más tarde, ofreció una recompensa de $ 250,000 por encontrar el auto, y el 26 de agosto de 2009, Schnatter volvió a comprar el Camaro por $ 250,000 dólares. La familia a la que se lo vendió ya lo había vendido, pero aun así les pagó una tarifa de búsqueda de $ 25,000 dólares. Para celebrarlo, Papa John's ofreció una pizza gratis a cualquiera que tuviera un Camaro. El Camaro original de Schnatter ha estado en exhibición en la sede de la compañía en Louisville, Kentucky. La empresa posee varias réplicas que se utilizan en giras y apariciones públicas y televisivas. El 15 de agosto de 2015, el Camaro original de Schnatter fue robado junto con otros dos autos clásicos en Detroit, donde estaban programados para aparecer en el Woodward Dream Cruise anual de la ciudad. El Camaro fue recuperado dos días después en el lado oeste de la ciudad con daños mínimos.
En 1987, Schnatter se casó con Annette Cox. La pareja vivía en Anchorage, Kentucky y tiene tres hijos. Cox solicitó el divorcio el 5 de diciembre de 2019 y dijo que habían estado separados desde el 1 de abril.
En 1999, Schnatter fue acusado de acechar y manosear a una mujer. Él afirmó que la mujer estaba tratando de extorsionarlo por $ 5 millones. La situación terminó con un acuerdo confidencial.
En 2009, Schnatter fue acusado de conductas sexuales inapropiadas contra una empleada de marketing de 24 años, lo que resultó en un acuerdo confidencial.

### Política
En 2012, Papa John's y Schnatter llamaron la atención de los medios después de que estos hicieran críticas sobre la Ley del Cuidado de Salud a Bajo Precio (Obamacare) de Estados Unidos en una clase sobre emprendimiento. En una conferencia telefónica con accionistas, Schnatter dijo que se oponía a la ACA porque «nuestra mejor estimación es que Obamacare costará entre 11 y 14 centavos por pizza».
Schnatter organizó una recaudación de fondos en su casa para el candidato del Partido Republicano Mitt Romney en mayo de 2012.
También contribuyó a la campaña presidencial de Donald Trump en 2016 y realizó comentarios de apoyo a su administración en enero de 2017.

### Filantropía
El 4 de septiembre de 2019, la fundación benéfica de Schnatter donó $ 1 millón a Simmons College, una universidad históricamente negra de Kentucky. El presidente de Simmons College, Rev. Kevin Cosby expresó la opinión en una conferencia de prensa de que las acciones de Schnatter deberían hablar más fuerte que sus palabras, diciendo «La comunidad negra ha escuchado demasiadas palabras falsas, pero hoy esta acción – esta generosidad específicamente para la educación y la elevación de los negros habla más fuerte». Sin embargo, hubo algunas críticas a la oferta de donación. Rvdo. Gerome Sutton, graduado de Simmons y miembro de su consejo de administración, dijo: «No hace falta ser un científico espacial para descubrir qué está pasando. [Schnatter] está tratando de pagar a la comunidad negra con 30 piezas de plata».
En octubre de 2019, la fundación donó $ 500,000 dólares a Jeffersonville High School, para la renovación de su campo de béisbol, donde había jugado en el equipo mientras estudiaba allí. El campo de béisbol pasó a llamarse Estadio John H. Schnatter.

## Premios y honores
- Nombrado en 1998 como Empresario minorista/de clientes del año por Ernst & Young .[54][55]
- Nombrado uno de los Diez Jóvenes Estadounidense Destacados en 2000 por la Organización Nacional Jaycees.[56]
- Incluido en el Salón de la Fama Empresarial de los Estados Unidos de Junior Achievement en 2007.[57]
- En mayo de 2009, Schnatter fue nombrado presidente honorario de Ride to Conquer Cancer en beneficio del Norton Cancer Institute de Louisville.[58]
- Incluido en el Salón de la Fama de Empresarios de Kentucky en 2010.[59]
- En 2012, se convirtió en un iniciado honorario de Alpha Tau Omega .[60][61]